# АРГО-РИСК
АРГО-РИСК — российское издательство, специализирующееся на издании современной русской поэзии и прозы. Работает в Москве.
Первые книги издательства, стихотворные сборники Николая Звягинцева и Полины Барсковой, вышли в середине 1993 года благодаря пожертвованию филолога Валентины Полухиной. Издательскую марку, по словам главного редактора издательства Дмитрия Кузьмина, передал в распоряжение проекта активист российского ЛГБТ-движения Владислав Ортанов, задумывавший название как аббревиатуру.
По мнению социолога Александра Бикбова, «Арго-риск» относится к числу проектов, в рамках которых осуществляет свою культурную экспансию «поколение культурных и политических нонконформистов конца 1980-х — начала 1990-х». Илья Кукулин отмечал, что «Арго-риск» — «яркий образец поискового издательства: результаты деятельности таких издательств сказываются не сразу, но именно через них открываются миру новые течения в литературе». Критик Игорь Гулин подчёркивает, что работа издательства — «одна из тех осей, на которых современная русская поэзия держится как единое интеллектуальное пространство (имея в виду, конечно, определённый сегмент поэзии, направленный на поиск нового)». Сходное мнение высказывает и критик Анна Голубкова, отмечающая в работе издательства «изначальную установку на отбор самого лучшего, то есть на то, что именно по этим книгам через сто лет будут изучать русскую поэзию первой трети XXI века». По словам поэтессы Наталии Черных:

Проект представляет самое новое и необычное в современной литературе. И, кроме того, — не самое раскрученное, но достойное внимания не менее чем раскрученное. То есть — вектор в будущее.— 
Отмечалось также, что «все годы своего существования это издательство строго соблюдало серийный принцип, взяв его на вооружение на несколько лет раньше <…> безусловного брендирования в исполнении издательств массовой литературы. У „Арго-риска“ были серии „Книги из сети“, „Тридцатилетние“ и сыгравшая крайне важную роль в истории современной русской поэзии серия „Библиотека молодой литературы“».
Среди более поздних серий издательства, сложившихся после переформатирования проекта в 2005—2006 гг., внимание критики привлекла серия «Поколение», издававшаяся совместно с молодёжной литературной премией «Дебют», а с 2016 года — совместно с литературной премией «Различие»: «новейшая русская поэзия была бы значительно скромнее» без этой серии, отмечает американский переводчик П. Голуб. При этом, по словам Дмитрия Кузьмина, тиражи большинства книг составляют 300—500 экземпляров, «учитывая паралич книжной дистрибуции», так что их издание нацелено не столько на доведение текстов до читателей (для этого тексты книг полностью размещаются в Интернете), а на легитимацию авторов в профессиональном сообществе.
Критические замечания специалистов вызывало оформление книг издательства, «имеющего своё лицо именно потому, что все его книги выглядят откровенными самоделками, и даже их дешёвая бумага, скверная печать и случайный выбор шрифтов кажутся почти осознанными художественными приёмами», — впрочем, тот же критик отмечал в качестве «яркой работы» оформление выходившего в «Арго-риске» альманаха русских хайку «Тритон», а по мнению другого рецензента, одна из серий издательства отличается «скупым и стильным оформлением».
К 20-летию издательства была выпущена небольшая поэтическая антология «Это ужас, котики», исследующая возможности художественного оформления современной поэзии: стихи разных авторов были в этой книге успешно проиллюстрированы учениками известного художника-иллюстратора Виктора Меламеда.
За книги, вышедшие в издательстве, их авторы удостаивались премии «Московский счёт» (Станислав Львовский, 2003; Фёдор Сваровский, 2008; Кирилл Корчагин, 2012; Денис Ларионов, 2013; Артём Верле, 2016; Ксения Чарыева, 2017; Дмитрий Гаричев, 2019), Премии Андрея Белого (Александр Скидан, 2006; Владимир Аристов и Сергей Круглов, 2008; Николай Кононов, 2009; Василий Ломакин, 2012; Таня Скарынкина, 2020), премии журнала «Новый мир» «Anthologia» (Алексей Цветков, 2010), Русской премии (Алексей Цветков, 2011), Премии Международной ассамблеи фантастики «Портал» (Линор Горалик, 2012), премии «Различие» (Олег Юрьев, 2014).

## Комментарии
1. ↑  Аббревиатурное написание согласно замыслу Владислава Ортанова[1].